# Graciano Sánchez, Michoacán de Ocampo
Graciano Sánchez är en ort i Mexiko.   Den ligger i kommunen Tumbiscatío och delstaten Michoacán de Ocampo, i den södra delen av landet, 300 km väster om huvudstaden Mexico City. Graciano Sánchez ligger 416 meter över havet och antalet invånare är 245.
Terrängen runt Graciano Sánchez är huvudsakligen kuperad. Graciano Sánchez ligger nere i en dal. Runt Graciano Sánchez är det mycket glesbefolkat, med 7 invånare per kvadratkilometer. Närmaste större samhälle är La Mira Tumbiscatio, 6,7 km nordväst om Graciano Sánchez. I omgivningarna runt Graciano Sánchez växer huvudsakligen savannskog.